# Будревил
Будревил (фр. Boudreville) насеље је и општина у источном делу централне Француске у региону Бургоња, у департману Златна обала која припада префектури Монбар.
По подацима из 2011. године у општини је живело 64 становника, а густина насељености је износила 8,06 становника/km². Општина се простире на површини од 7,94 km². Налази се на средњој надморској висини од 240 метара (максималној 312 m, а минималној 238 m).

## Демографија
| 1962. | 1968. | 1975. | 1982. | 1990. | 1999. | 2011. |
| ----- | ----- | ----- | ----- | ----- | ----- | ----- |
| 48    | 83    | 80    | 86    | 72    | 76    | 64    |

График промене броја становника у току последњих година